# Apristurus brunneus
Espèce
Statut de conservation UICN

 DD  : Données insuffisantes
Apristurus brunneus est une espèce de requins.